# 김지윤 (만화가)
김지윤은 만화잡지 르네상스에 '프로포즈'란 단편 만화로 데뷔한 만화가이다.

## 대표작
사이드 스토리, 코믹클럽, 마이 퍼니 베이비, 에덴의 남쪽 등이 있으며, 아래와 같은 작품을 발표했다.
1. ↑  김지윤 "일상생활은 모든것이 소재 거리". 《중앙일보》

- 〈My Funny Lady〉 단편집1

- 〈남자의 방〉 상하권

- 〈내일〉 상하권

- 〈My Funny Baby〉 1~3권(완간)

- 〈Happy Bride〉

- 〈Side Story〉

- 〈프로포즈〉 단편집2

- 〈내 그리운 동화(童話)〉 단편집 3

- 〈Comic Club〉 1~4권(완간)

- 〈에덴의 남쪽〉 상하권

- 〈햇빛 속으로〉 1~3권(완간)